# Make Some Noise (canción de Hannah Montana)
«Make Some Noise» (español: «Haz Algo de Ruido») es el segundo sencillo de Hannah Montana 2. 

## Promoción
La canción fue interpretada en vivo en el programa Good Morning America en Nueva York frente a un numeroso público. Además, fue interpretada en vivo en un concierto televisado realizado en el Koko Club en Londres, Inglaterra. Un video musical para promocionar la canción fue estrenado el 13 de abril de 2007.
La canción fue lanzada en iTunes el 5 de junio de 2007, en donde la versión dance remix de la canción, que aparece en el álbum Hannah Montana 2 Non Stop Dance Party, fue nombrada "Best of The Store" en iTunes en la semana del 29 de enero de 2008.

## Video musical
El video musical para Make Some Noise fue filmado el 14 de noviembre de 2006, en Anaheim, California. Fue estrenado el 13 de abril de 2007 en Disney Channel
El video musical trata de recrear un concierto de Hannah, comienza con Hannah saliendo por un lado del escenario, inserta el micrófono en el pedestal y comienza a cantar, luego saca el micrófono para cantarle de más cerca al público y recorre todo el escenario hacia el otro extremo, y viceversa, sigue interactuando con el público animado, luego recorre la segunda etapa del escenario que está más cerca del público, finaliza en el extremo del escenario. El video es el cuarto cronológicamente.

## Formatos y lista de canciones
1. «Make Some Noise» (Álbum Versión) - 4:02
2. «Make Some Noise» (Chris Cox Remix) - 4:36

## Posiciones
En julio de 2007, la canción debutó en el número 92 en el Billboard Hot 100, la misma semana en que el segundo álbum de Hannah Montana, debutó en el número 1 en el Billboard 200.

## Posicionamiento
| AMERICA        |                   |    |
| Estados Unidos | Billboard Hot 100 | 92 |
| Estados Unidos | Pop 100           | 78 |
| Estados Unidos | Hot Digital Songs | 73 |